# Lac Macamic
Pour les articles homonymes, voir Macamic (homonymie).
Le lac Macamic est un plan d'eau douce des municipalités de Macamic, Authier-Nord et Chazel, dans la municipalité régionale de comté (MRC) de Abitibi-Ouest, dans la région administrative de Abitibi-Témiscamingue, au Québec, au Canada.
Le lac Macamic est entouré d'une zone principalement agricole. La surface de ce plan d'eau est généralement gelée de la mi-novembre à la fin avril ; néanmoins la période de circulation sécuritaire sur la glace est habituellement de la mi-décembre à la fin mars.
L'arrivée du chemin de fer Transcontinental à Macamic en 1916 (en passant au sud du lac Macamic) et à La Sarre en 1917 contribua grandement à la colonisation de cette zone. Les pionniers de lots attribués dans le secteur arrivaient généralement par le train en provenance de la Mauricie ou de la région de Québec. Par exemple, les pionniers descendaient du train à Macamic, au sud du lac Macamic, avec leur bétail, équipements de colonisation et provisions. Puis, ils utilisaient des embarcations pour traverser le lac Macamic et emprunter la rivière La Sarre jusqu'à leur lot respectif dans le secteur de Chazel. Ces pionniers étaient généralement approvisionnés par le train par leur famille élargie qui demeurait en Mauricie.

## Géographie
Le lac Macamic est approvisionné en eau par :
- côté Est (baie Bellefeuille) : rivière Macamic, petite rivière Bellefeuille, ruisseau Royal-Roussillon ;
- côté Est (baie Perron) : une petite rivière sans nom ;
- côté Sud : rivière Lois qui se déverse au village de Macamic.

Du côté nord du lac, les lacs "De Courval" et "Piton" sont entourés de zones de marais qui se déversent dans la rivière La Sarre. L'embouchure du lac Macamic est situé au fond d'une baie du côté nord. Son émissaire est la rivière La Sarre qui se dirige sur 3,3 km vers le nord-ouest, 22 km vers l'ouest, puis 23 km vers le sud pour se déverser dans la baie La Sarre du lac Abitibi.

## Toponymie
Le géographe Hormisdas Magnan atteste que l'appellation "Macamic" est d'origine algonquine signifiant « étonnant ». D'autres historiens y attribuent plutôt la signification de « castor boiteux » à cette appellation ; la composante "mak" signifie "infirme" et "amik" est associé à "castor". La graphie "Makamik" a longtemps été en usage.
Le toponyme "lac Macamic" a été officialisé le 5 décembre 1968 à la Banque des noms de lieux de la Commission de toponymie du Québec.

## Installations
Au nord du lac se trouve un belvédère sur le site du Grand Héron. À partir du sommet du belvédère le lac est bien visible.

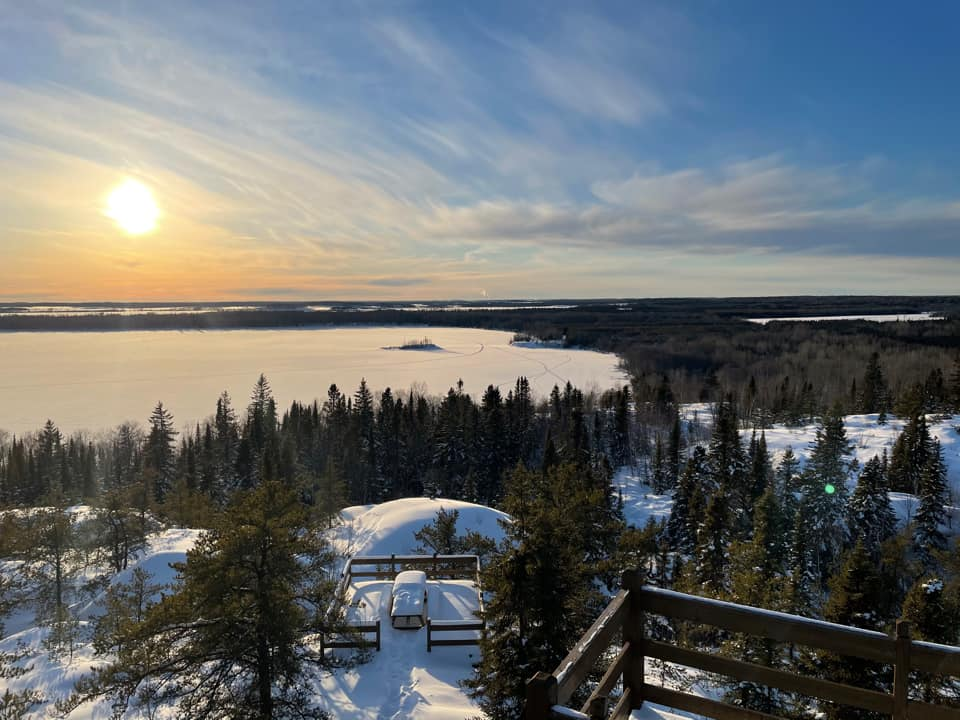
Vue du belvédère sur le site du Grand Héron en hiver

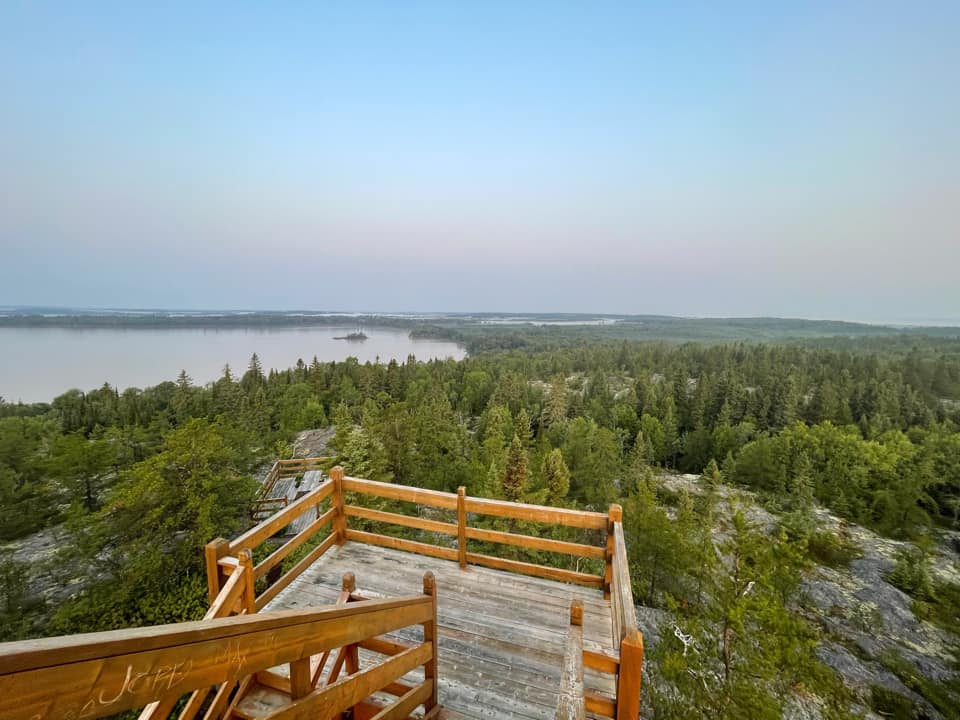
Vue du belvédère sur le site du Grand Héron en été